# Cella di Boucherot
Questo articolo si riferisce al pilotaggio di altoparlanti. Consultare la voce rete di Zobel per una descrizione più generale dell'utilizzo nel campo delle telecomunicazioni.

Cella di Boucherot per correzione dell'impedenza di un altoparlante

Una cella di Boucherot (o rete di Zobel) è un filtro elettronico, utilizzato negli amplificatori audio per smorzare le oscillazioni ad alta frequenza che potrebbero verificarsi in assenza di carichi alle alte frequenze. Una cella di Boucherot, che prende il nome da Paul Boucherot, tipicamente è costituita da un resistore ed un condensatore in serie, di solito posizionato su un carico per stabilità.
Si vede comunemente negli amplificatori di potenza analogici all'uscita dello stadio finale, appena prima dell'induttore di uscita. L'induttanza della bobina di un altoparlante genera un'impedenza crescente, che viene peggiorata dall'induttore di uscita che generalmente si trova negli amplificatori di potenza analogici; la cella viene utilizzata per limitare questa impedenza.
La documentazione per alcuni amplificatori di potenza suggerisce l'uso di una "cella di Boucherot tra le uscite e la terra o su un carico".
Inoltre, talvolta le celle di Boucherot vengono usate sul woofer (e sul midrange) di un sistema di altoparlanti, allo scopo di mantenere un'impedenza nel punto di pilotaggio, "vista" da un crossover passivo, più costante. In questa specifica disposizione, la cella di Boucherot talvolta è indicata come Rete di Zobel.
Alcuni progetti di crossover per altoparlanti mirano a stabilizzare l'impedenza alle alte frequenze includendo le reti Zobel.